# Río Bestança
El río Bestanza (en portugués, rio Bestança) es un río es un afluente del Duero que transcurre por Portugal desde su nacimiento, a 1229 m s. n. m. en plena Serra de Montemuro. Tiene una extensión de cerca de 13,5 kilómetros y desemboca en Porto Antigo, en la margen izquierda del Duero, entre lo términos municipales de Oliveira do Douro y Cinfães.
Su nombre proviene de "Bestias" que significa que corre naturalmente en zona de fauna y flora salvajes. Tiene una vegetación ribereña bien estructurada y aguas limpias que lo convierten en uno de los ríos con mejor calidad ambiental.[cita requerida]
Dado el elevado grado de conservación natural de todo su curso fluvial y como ecosistema de importancia, el río Bestança fue incluido en la Red Natura 2000 y clasificado como Biotopo Corine, asumiendo una importancia ecológica nacional e internacional de gran valor.

## Afluentes
- Margen derecha: Ribeiro de Alhões, Ribeiro de Soutelo y Chã de Ribeiro
- Margen izquierda: Ribeiro dos Prados o de Barrondes y Ribeiro de Enxidrô